# کارمل بودیارجو
کارمل بودیارجو (انگلیسی: Carmel Budiardjo؛ زادهٔ ۱۸ ژوئن ۱۹۲۵) فعال حقوق بشر است.
وی همچنین برندهٔ جوایزی همچون جایزه نوبل آلترناتیو شده‌است.